# Linha 5 do Metrô de Caracas
A Linha 5: Zona Rental ↔ Bello Monte é uma das linhas em operação do Metrô de Caracas, inaugurada no dia 4 de novembro de 2015. Estende-se por cerca de 1,5 km. A cor distintiva da linha é o violeta.
Possui um total de 2 estações em operação, das quais todas são subterrâneas. A Estação Zona Rental possibilita integração com outras linhas do Metrô de Caracas.
A linha é operada pela C. A. Metro de Caracas. Atende o município Libertador, que integra o Distrito Capital, e o município Baruta, situado no estado de Miranda.

## Estações
| Nome        | Inauguração           | Município  | Integração | Posição     | Latitude      | Longitude     |
| ----------- | --------------------- | ---------- | ---------- | ----------- | ------------- | ------------- |
| Zona Rental | 4 de novembro de 2015 | Libertador |            | Subterrânea | 10° 29' 41" N | 66° 52' 56" O |
| Bello Monte | 4 de novembro de 2015 | Baruta     | -          | Subterrânea | 10° 29' 14" N | 66° 52' 28" O |